# Sergio Rinland
Sergio Rinland, né le 17 mars 1952 à Bahía Blanca dans la province de Buenos Aires en Argentine, est un ingénieur automobile Argentin qui a travaillé en Formule 1. Il est l'actuel propriétaire et directeur de l'entreprise Astauto Ltd.

## Biographie
Sergio Rinland naît à Buenos Aires en Argentine. Il étudie le génie mécanique à l'Universidad Nacional del Sur (l'Universite Nationale du Sud) et en est diplômé en 1978. Après deux années passées à travailler sur des monoplaces de Formule 2 dans son pays natal, Rinland part en Angleterre en 1980 où il trouve rapidement un travail de concepteur chez PRS, une petite écurie de Formule Ford, propriété de Vic Holman. Il conçoit les voitures autour des moteurs Ford 1 600 cm3 et 2 000 cm3 pour les saisons 1982 et 1983.
L'équipe s'impose au Royaume-Uni, en Europe et aux États-Unis. Après une courte collaboration avec Ron Tauranac et Ralt, Rinland est embauché par l'équipe RAM Racing en 1983 pour concevoir leurs monoplaces. Il est d'abord associé à Dave Kelly, puis dès 1985 à Gustav Brunner avec qui il réalise la RAM 03. L'année suivante, il quitte RAM pour Williams F1 Team et crée la Williams FW11 sous la direction de Patrick Head.
En 1987, Rinland change à nouveau d'écurie pour rejoindre Brabham Racing Organisation où il signe la BT56 avec David North et John Baldwin. À la fin de l'année, Rinland quitte momentanément Brabham pour concevoir chez Dallara la première voiture qui sera utilisée par la Scuderia Italia en 1988.
De retour chez Brabham en 1989, Sergio Rinland est nommé chef du service technique, un poste qu'il conserve jusqu'en 1991. Dès lors, l'Argentin conçoit les BT58, BT59, BT59Y, BT60Y et BT60B.
Pendant ce temps, Sergio Rinland a créé sa propre société de design automobile, Astauto Ltd., à Tolworth en Angleterre. Elle est contactée par l'écurie Fondmetal pour concevoir et réaliser leurs monoplaces de Formule 1. Mise à mal par des difficultés financières, l'équipe ne participe qu'à peu de courses en 1992. La Fondmetal GR02 est alors considérée, d'après les publications d'époque comme très innovante dans sa conception.
Rinland, est ensuité embauché par l'écurie de Dan Gurney, All American Racers où il a travaille sur l'étude de faisabilité d'une Toyota pour le championnat CART.
De retour en Europe en 1995, Rinland travaille brièvement pour la nouvelle équipe Forti Corse, puis rejoint Opel pour assurer le succès de Keke Rosberg en DTM.
Une fois la saison finie, l'Argentin rejoint Benetton Formula avec qui il collabore de 1996 à 1999. À la fin de cette aventure, Rinland devient le directeur technique de Sauber F1 Team et conçoit la Sauber C20 qui reste à ce jour la monoplace qui a obtenu les meilleurs résultats pour l'écurie, en partie grâce à des innovations techniques telle que la suspension à double triangulation, ou plus exactement double quille.
En septembre 2001, Arrows contacte Rinland pour en faire son chef du département technique mais, un an plus tard, l'écurie fait faillite. À ce moment, l'Argentin décide de se consacrer au développement de l'activité de consultant d'Astauto Ltd. Il travaille successivement pour Pankl GmbH, VLR Touring Car Team, Red Bull Cheever Racing en IRL ; Coloni et Trident Racing en GP2 ; et le Team Modena aux 24 Heures du Mans et au Le Mans Series 2006 et 2007. En 2006 il obtient le diplôme de MBA de la Kingston University de Londres.
Entre décembre 2007 et janvier 2011, Rinland travaille pour Epsilon Euskadi et développe son activité de consultant en Europe et aux Amériques. Depuis février 2011, Sergio Rinland se consacre exclusivement à faire prospérer Astauto Ltd. en Europe et aux Amériques.